# Enrique Perales
Enrique Perales del Río (Ica, 18 janvier 1914 – Lima, 27 octobre 2002) est un footballeur péruvien. Il évoluait au poste de défenseur.

## Biographie

### Carrière en club
Formé au Sport Victoria de sa ville natale d'Ica, Enrique Perales commence sa carrière à l'Universitario de Deportes en 1938 et remporte au sein de ce club le championnat du Pérou en 1939. Il rejoint en 1941 le Deportivo Municipal et y devient un joueur important. Au sein de ce dernier club, il est sacré champion du Pérou en 1943. Pour l'anecdote, il évolue au Deportivo Municipal en compagnie de ses deux frères Agapito et Constantino Morales.
Enrique Perales part pour l'étranger, d'abord au Mexique où il joue pour le Club Oro en 1948, avant de signer en 1949 pour l'Independiente Medellín en Colombie, dont l'équipe présente un fort contingent de joueurs péruviens baptisé La Danza del Sol (« la danse du soleil »).

### Carrière en sélection
International péruvien à 17 reprises entre 1939 et 1947 (aucun but marqué), Enrique Perales fait partie de l'équipe du Pérou sacrée championne d'Amérique du Sud en 1939. Il aura encore l'occasion de participer à trois autres championnats sud-américains dans les années 1940 (1941, 1942 et 1947).

## Palmarès
| Universitario de Deportes - Championnat du Pérou (1) : - Champion : 1939. Deportivo Municipal - Championnat du Pérou (1) : - Champion : 1943. |  | Pérou - Championnat sud-américain (1) : - Vainqueur : 1939. |